# بخش کلات
چوموسخیر .

## تقسیمات کشوری
- دهستانهای بخش کلات: 
  - دهستان آب‌انار
  - دهستان مورموری

نقاط شهری: مورموری.

## مردم
مردم بخش کلات لر هستند و به زبان لری سخن می گویند.

## جمعیت
بنابر سرشماری مرکز آمار ایران، جمعیت بخش کلات شهرستان آبدانان در سال ۱۳۹۵ برابر با ۶٬۸۴۷ نفر (۱٬۸۴۹خانوار) بوده است.